# Hauts plateaux de Guinée

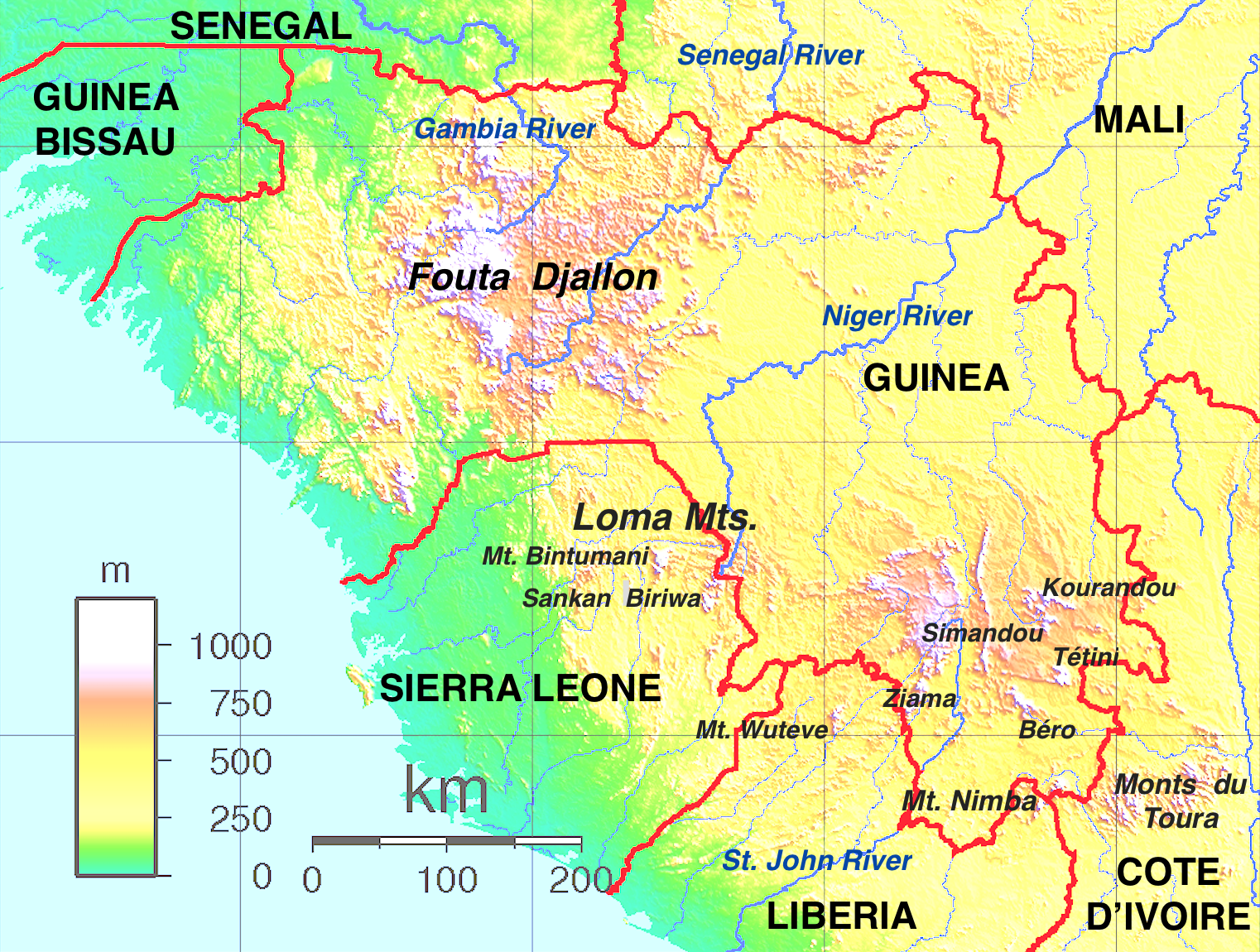
Carte des hauts plateaux de Guinée

Les hauts plateaux de Guinée sont un ensemble de plateau montagneux qui s'étend du centre de la Guinée au Nord de la Sierra Leone et du Liberia jusqu'à l'Ouest de la Côte d'Ivoire. Les hautes plateaux comprennent un certain nombre de montagnes, chaînes et plateaux, y compris les hauts plateaux du Fouta Djalon dans le centre de la Guinée, les monts Loma en Sierra Leone, les massifs de Simandou et de Kourandou dans le Sud-Est de la Guinée, la chaîne du Nimba à la frontière de la Guinée, du Liberia et de la Côte d’Ivoire et les monts du Toura dans l’Ouest de la Côte d’Ivoire.

## Géographie

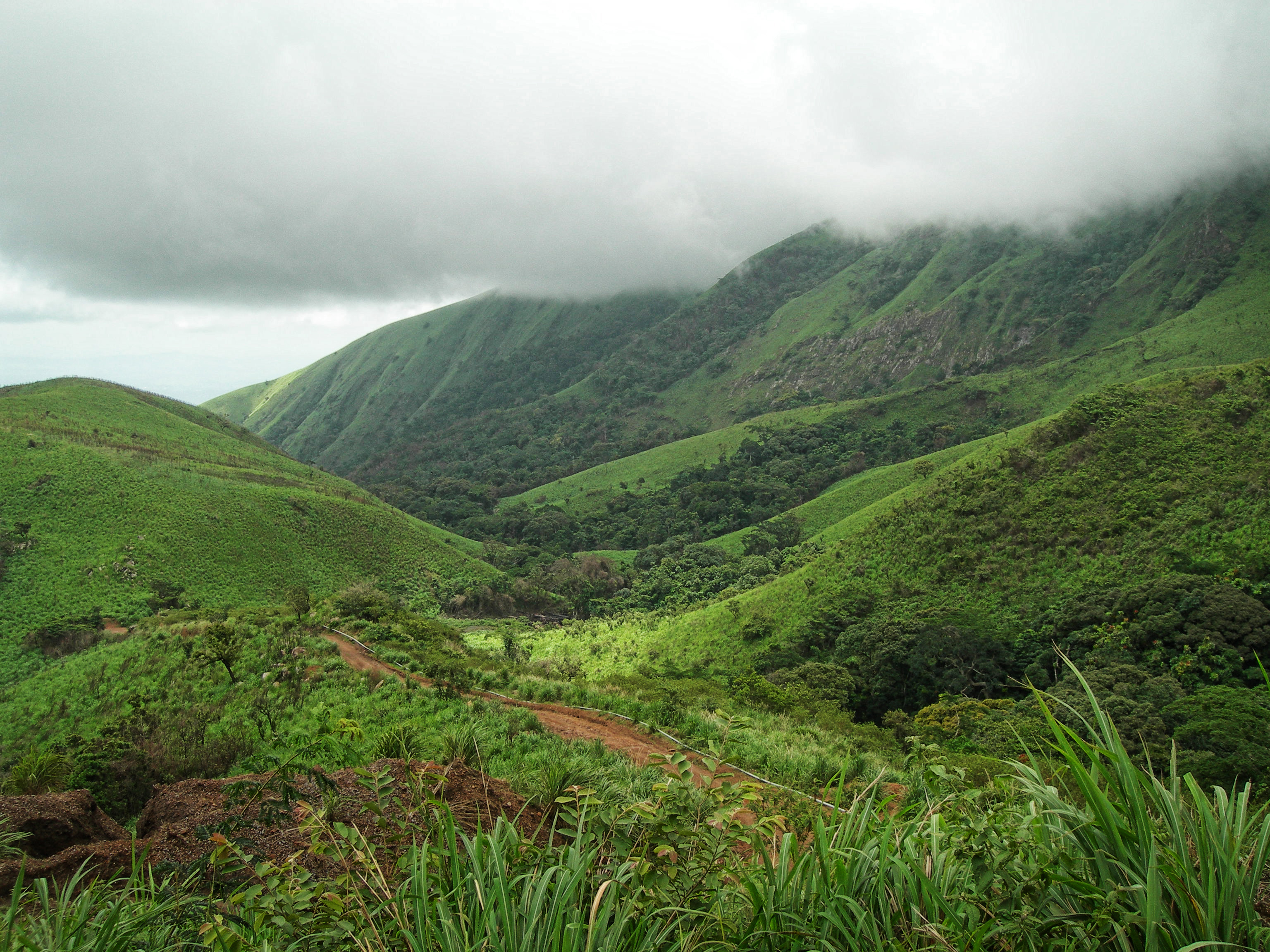
Réserve naturelle intégrale du mont Nimba

En Guinée, ils sont connus sous le nom de Dorsale guinéenne. Le plus haut sommet de la région est le mont Bintumani en Sierra Leone, à 1 945 mètres. Les autres sommets comprennent Sankan Biriwa (1 850 m) en Sierra Leone et au mont Nimba (mont Richard-Molard) (1 752 m) à la frontière de la Guinée et de la Côte d'Ivoire. Les hauts plateaux se situent principalement entre 300 et 500 mètres d'altitude.
Les hauts plateaux de Guinée sont la source de nombreux fleuves d'Afrique de l'Ouest, y compris le fleuve Niger, le plus long fleuve d'Afrique de l'Ouest, les fleuves Sénégal et Gambie, et les fleuves de Sierra Leone, du Liberia, de la basse guinée et de l'ouest de la Côte d'Ivoire.

## Géologie

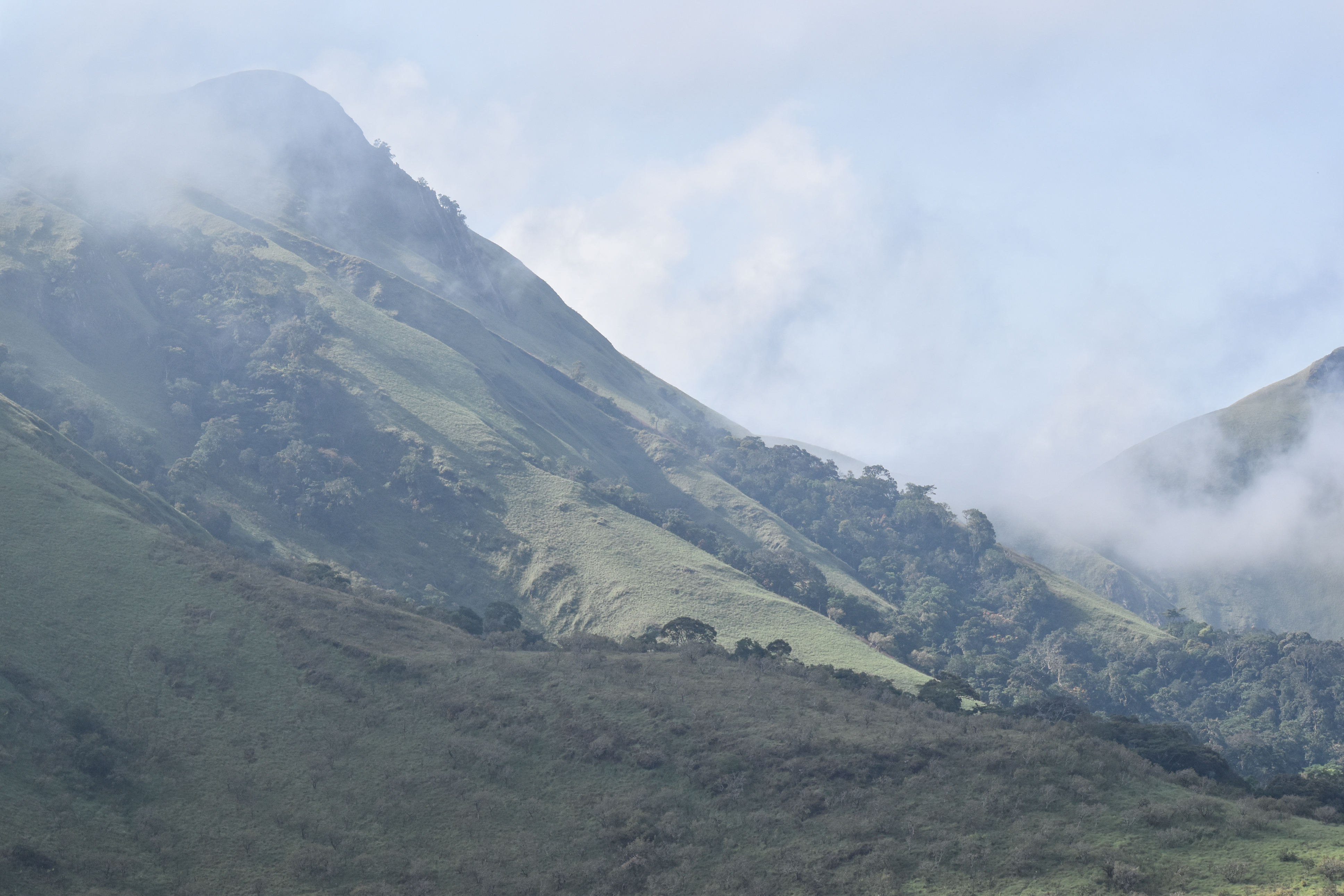
Réserve naturelle de la montagne Nimba dans la chaîne de Nimba, qui est une chaîne de montagnes dans les hauts plateaux de Guinée.

Géologiquement, la composition des sédiments dans les hautes plateaux est la même qu'en Haute Guinée et comprend des granites, des schistes et des quartzites.

## Écologie

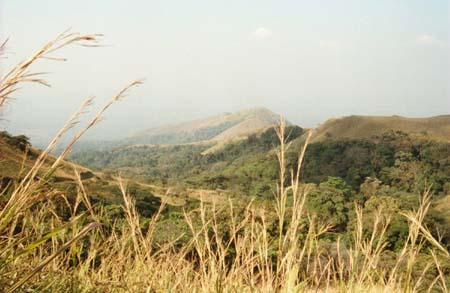
Paysage dans les hauteurs du mont Nimba, Guinée

Les hauts plateaux de Guinée forment la transition entre les forêts de plaine de la Guinée occidentale, les forêts tropicales humides qui s'étendent au sud entre les hauts plateaux de Guinée et l'océan Atlantique, et la mosaïque de forêt-savane guinéenne au nord.
L'écorégion des forêts de montagne guinéennes couvre la partie des hautes terres au-dessus de 600 mètres d'altitude. Il comprend des forêts de montagne, des prairies et des savanes, avec une flore et une faune distinctes des basses terres environnantes.

## Peuple
Yomou est le principal bourg de la région densément boisée des hauts plateaux de Guinée. Les principaux produits vendus dans la ville sont le riz, le manioc, le café, l'huile de palme et les amandes. La région est principalement habitée par les Kpelle et Mano.

## Pics

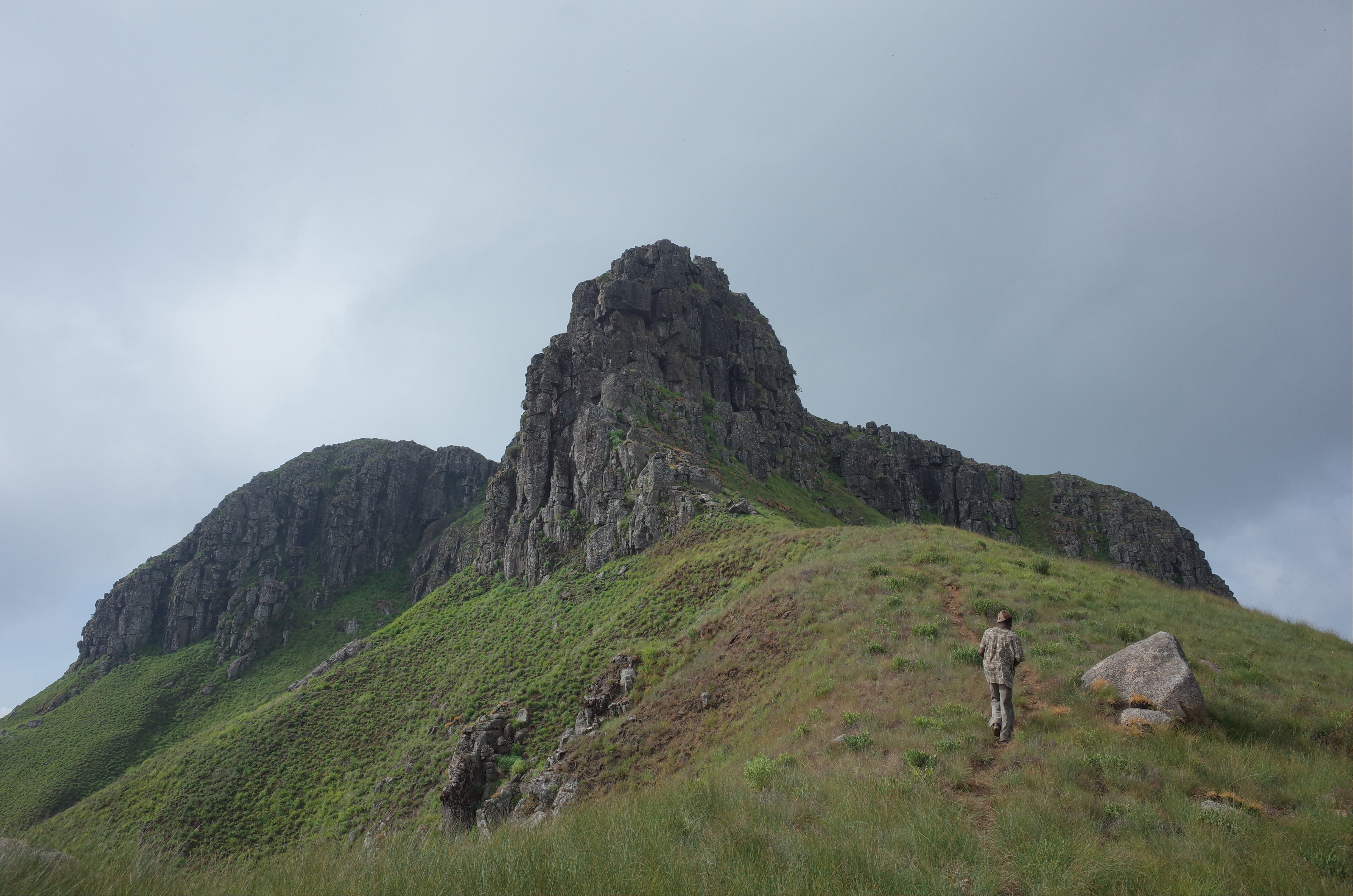
Mont Bintumani (1945 m).

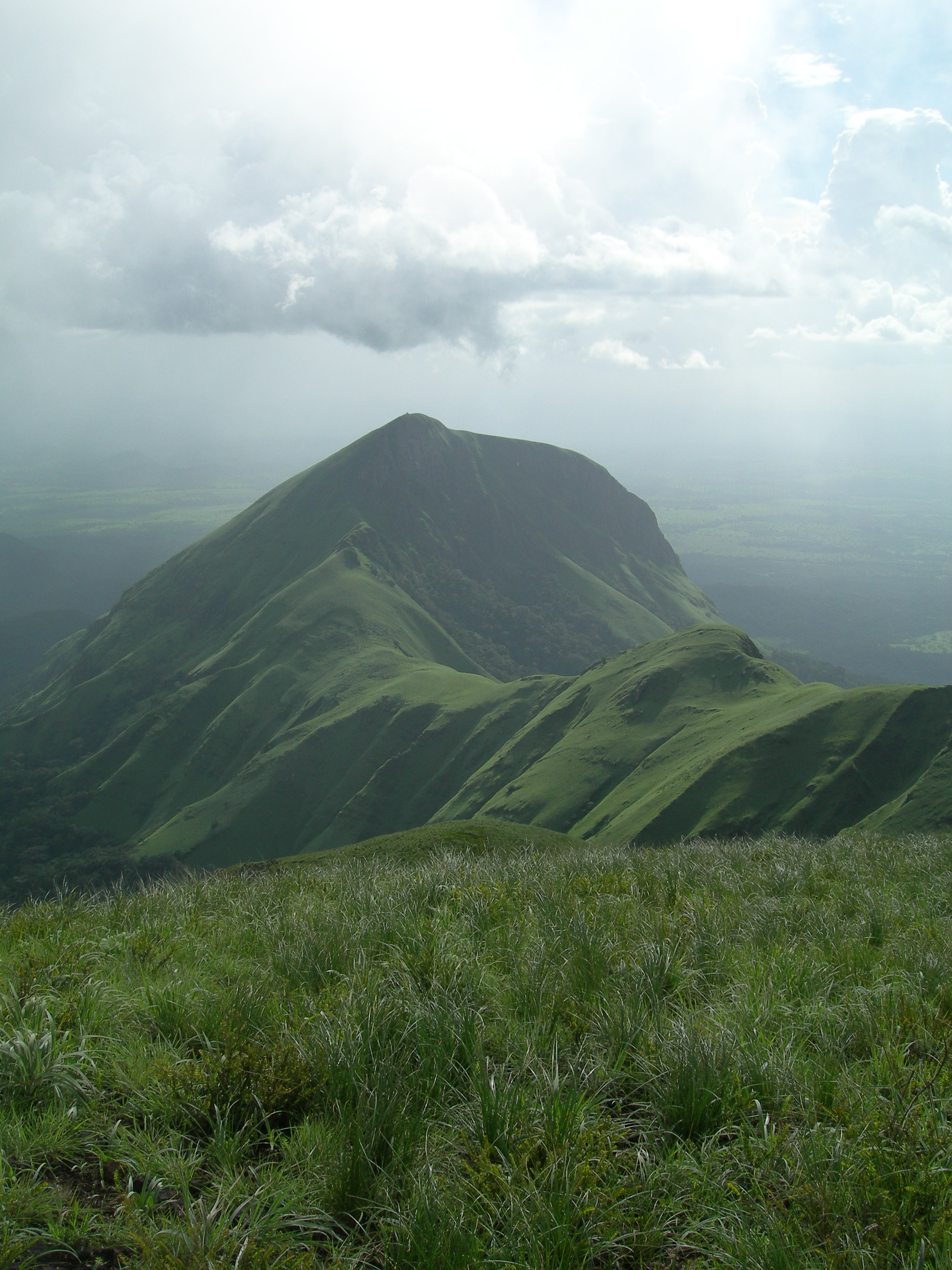
Mont Nimba (1752 m), également connu sous le nom de mont Richard-Molard.

- Mont Bintumani (Loma Mansa), Sierra Leone, 1 945 mètres
- Sankan Biriwa, Sierra Leone, 1 850 mètres
- Mont Richard-Molard, également connu sous le nom de Mont Nimba, Côte d'Ivoire et Guinée, 1 752 mètres
- Grand Rochers, Guinée, 1 694 mètres
- Mont Sempéré, Guinée, 1 682 mètres
- Mont Tô, Guinée, 1 675 mètres
- Mont Piérré Richaud, Guinée, 1 670 mètres
- Pic de Fon, Guinée, 1 658 mètres
- Mont LeClerc, Guinée, 1 577 mètres
- Pic de Tibé, Guinée, 1 504 mètres
- Mont Wuteve, Liberia, 1 420 mètres
- Pic de Tétini, Guinée 1 257 mètres
- Massif du Kourandou, Guinée, 1 236 mètres
- Massif du Béro, Guinée, 1 210 mètres